# Гломар Эксплорер

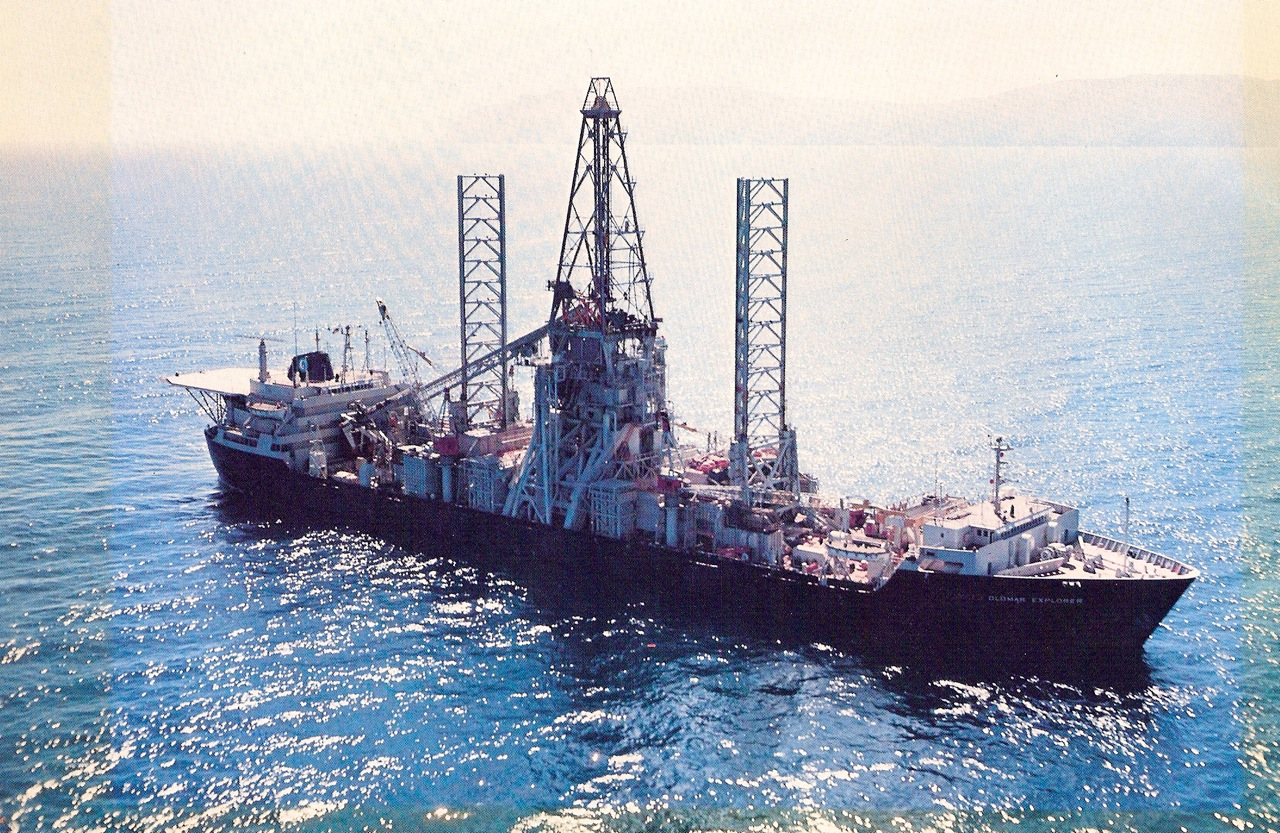
Гломар Эксплорер

Гломар Эксплорер (Изначально Hughes Glomar Explorer) — американское судно для судоподъёмных работ.
Было специально спроектировано для глубоководных работ в ходе проведения операции Проект Азориан, в результате которой было поднято несколько частей погибшей советской подводной лодки К-129. Судно было заложено в апреле 1971 года на верфи Shipbuilding Dry Dock Со. в Пенсильвании и спущено на воду в ноябре 1972 года. На разработку его концепции, проектирование и строительство потребовался всего 41 месяц.
«Гломар Эксплорер» представляло собой однопалубное двухвинтовое судно длиной 189 м, шириной 35 м и осадкой 12 м, с «центральной прорезью», над которой размещались стабилизированная вышка и две подвижные колонны, с баком (25,3 м) и ютом (28,7 м), носовой двухъярусной и кормовой четырёхъярусной надстройками, кормовым расположением машинного отделения. Почти треть этого судна занимала «центральная прорезь» размерами 60,65 × 22,5 × 19,8 м. Снизу это «рабочее отверстие» закрывалась днищевыми щитами с резиновыми уплотнителями. Это помещение служило в качестве дока для размещения захвата, а затем и частей поднятой подводной лодки.
Судно было оборудовано сверхмощным подъёмным устройством, размещённым на стабилизированном портале, обеспечивающем спуск и подъём со скоростью 1,8 м/мин объектов массой до 4250 т.
12 августа 1974 года в результате секретной операции ЦРУ «Проект Азориан», с глубины 5600 м, была поднята носовая часть подводной лодки К-129.
После операции судно длительное время находилось на консервации, в 1999 г. было перепрофилировано (с модернизацией) для буровых работ.
5 июня 2015 года судно прибыло в китайский порт Чжоушань для утилизации.